# Chraberce
Obec Chraberce se nachází v okrese Louny v Ústeckém kraji. Žije v ní 119 obyvatel.

## Název
Název vesnice vznikl odvozením ze spojení ves chraberců, tj. chrabrých mužů. V historických pramenech se jméno objevuje ve tvarech: Hraberci (1100), Chrabrzecz (1401), Chabrzecz (1406), de Chrabrzecz (1415), Chaberce (1436), z Chabrzecz (1542), w Chaberczijch (1542), Chrabržecz (1787), Chrabřetz (1846) a Chraberce nebo Chrabřece (1854). Lidově se používal také tvar Chrabřece.

## Historie
Obec Chraberce je poprvé zmíněna roku 1100, kdy ji nějaký příslušník rodu Vršovců daroval kostelu na Vyšehradě. Název obce pravděpodobně pochází od výrazu »chrabřec«, což ve staročeštině znamenalo chrabrý muž. Vyšehradské kapitule patřila ves až do husitských válek. Roku 1437 je císař Zikmund věnoval svému protivníkovi, husitskému hejtmanovi Jakoubku z Vřesovic, od jehož potomků je roku 1544 koupilo město Louny. Těm je o tři roky později za účast v odboji odebral a roku 1561 prodal za 800 kop jako zádušní zboží na údržbu městských kostelů. Lounským pak patřily do konce třicetileté války a po ní je koupil Volf Ilburk z Vřesovic. Město je získalo opět roku 1684 a vlastnilo je až do roku 1848 do zrušení poddanství. Vesnice byla vždy česká, od roku 1909 zde fungují hasiči SDH Chraberce.
V letech 1961–1971 šlo o součást obce Nečichy, pak byly Chraberce samostatnou obcí, ale od 1. ledna 1981 do 23. listopadu 1990 se staly součástí města Louny. Poté se znovu osamostatnily.

## Obyvatelstvo
|           | 1869 | 1880 | 1890 | 1900 | 1910 | 1921 | 1930 | 1950 | 1961 | 1970 | 1980 | 1991 | 2001 | 2011 |
| --------- | ---- | ---- | ---- | ---- | ---- | ---- | ---- | ---- | ---- | ---- | ---- | ---- | ---- | ---- |
| Obyvatelé | 187  | 210  | 201  | 274  | 267  | 287  | 319  | 210  | 216  | 214  | 190  | 149  | 139  | 145  |
| Domy      | 29   | 35   | 40   | 45   | 48   | 58   | 65   | 71   | 62   | 61   | 56   | 60   | 62   | 60   |

## Pamětihodnosti
- archeologické naleziště – jižně od obce. Nalezeny zde byly řadové hroby se skrčenými kostrami a nádobkami s jehlicemi únětické kultury a s kamennými nástroji.
- barokní kaplička
- barokní socha Panny Marie – pouze sokl

## Galerie

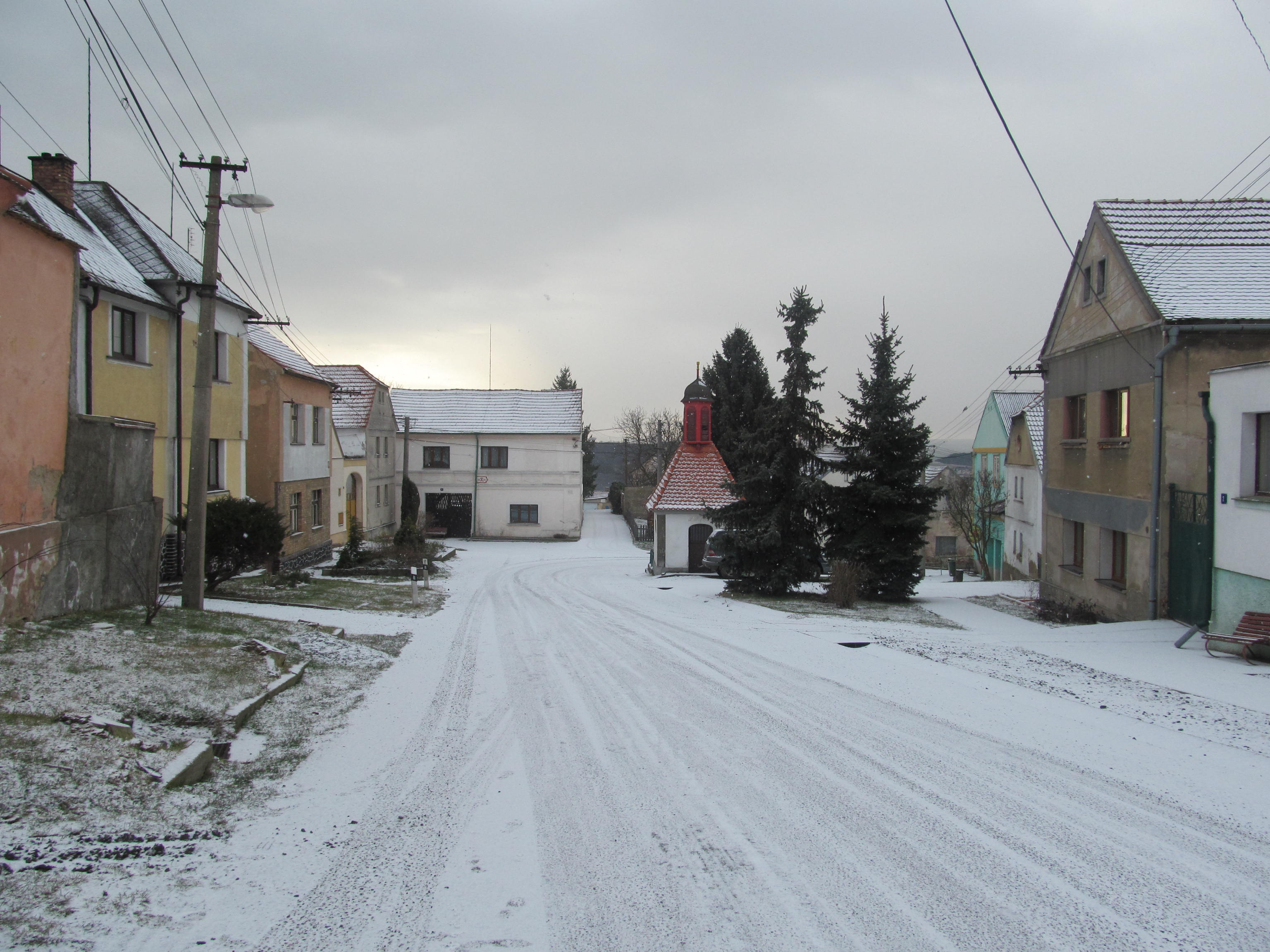
Náves
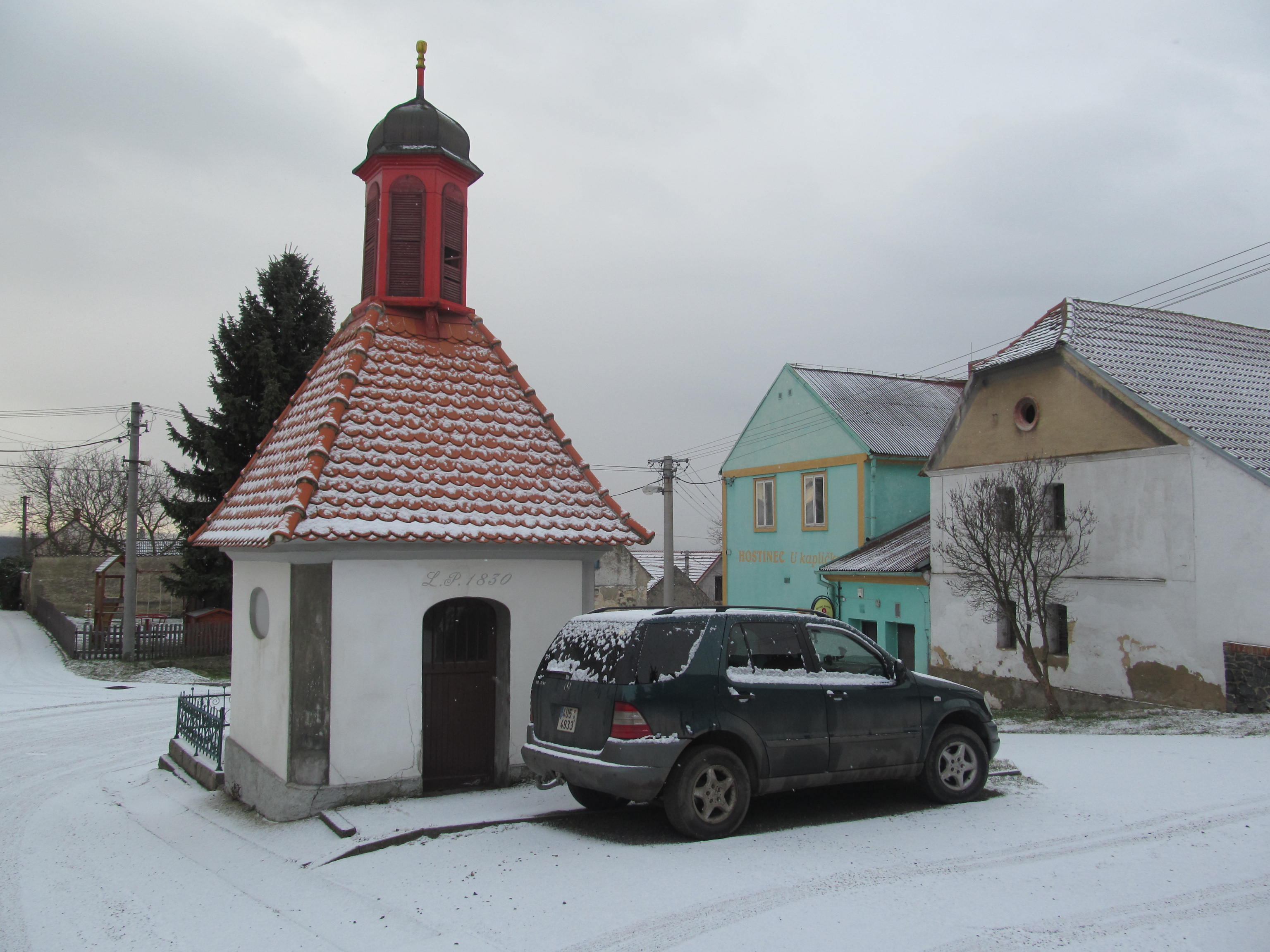
Kaple z roku 1830
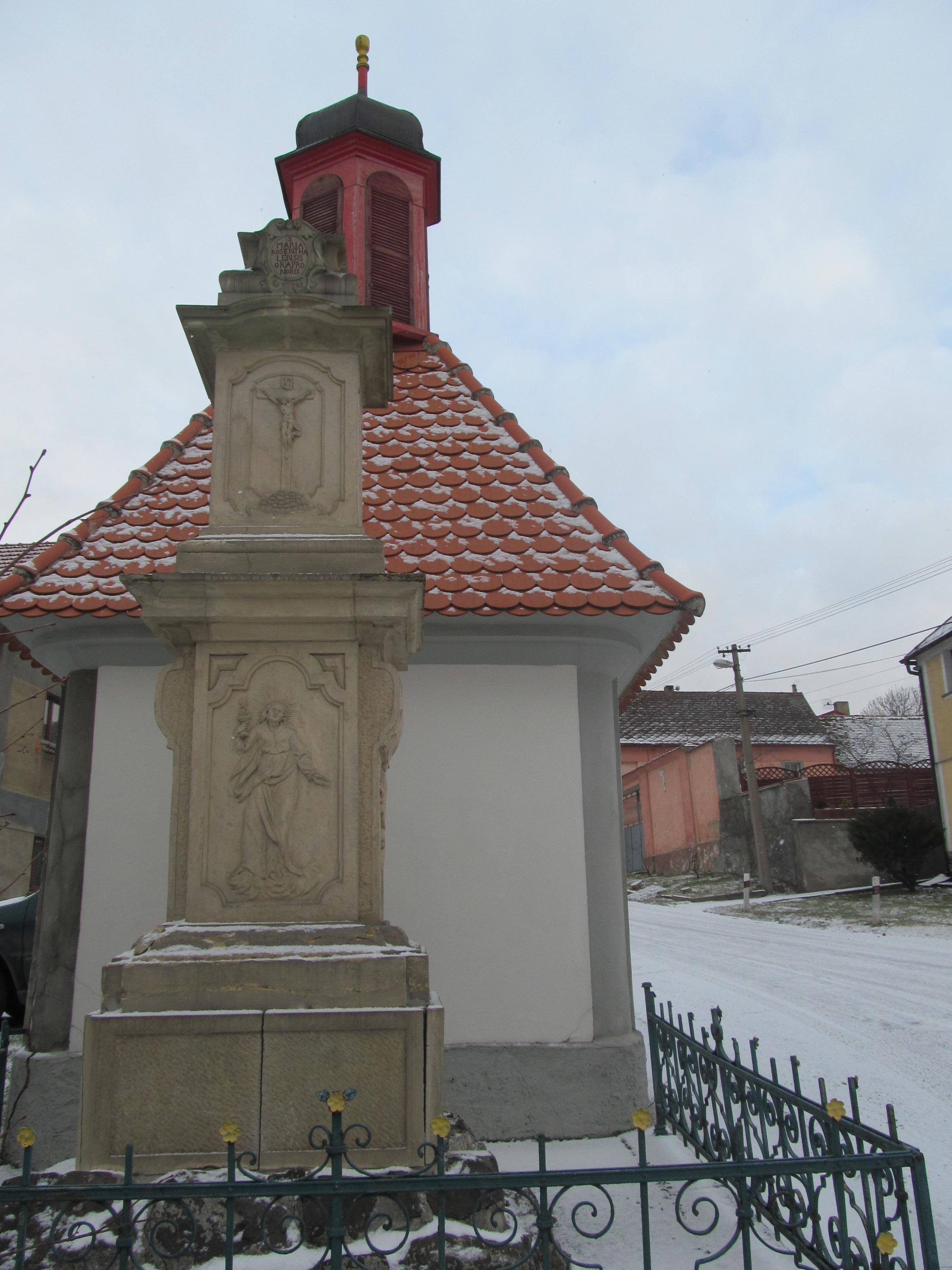
Barokní sloup
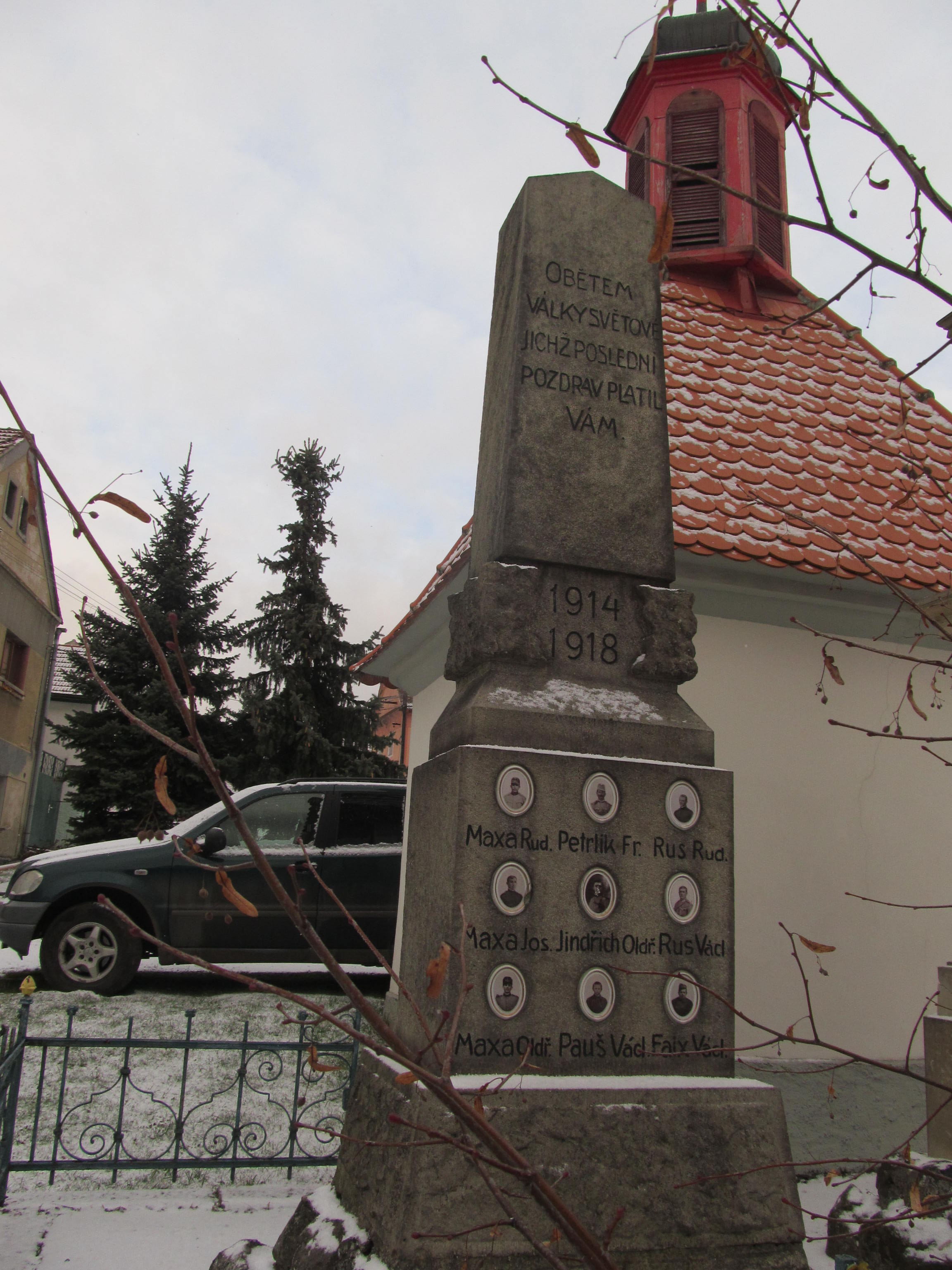
Pomník padlým v první světové válce